# Fensterreinigungsmittel

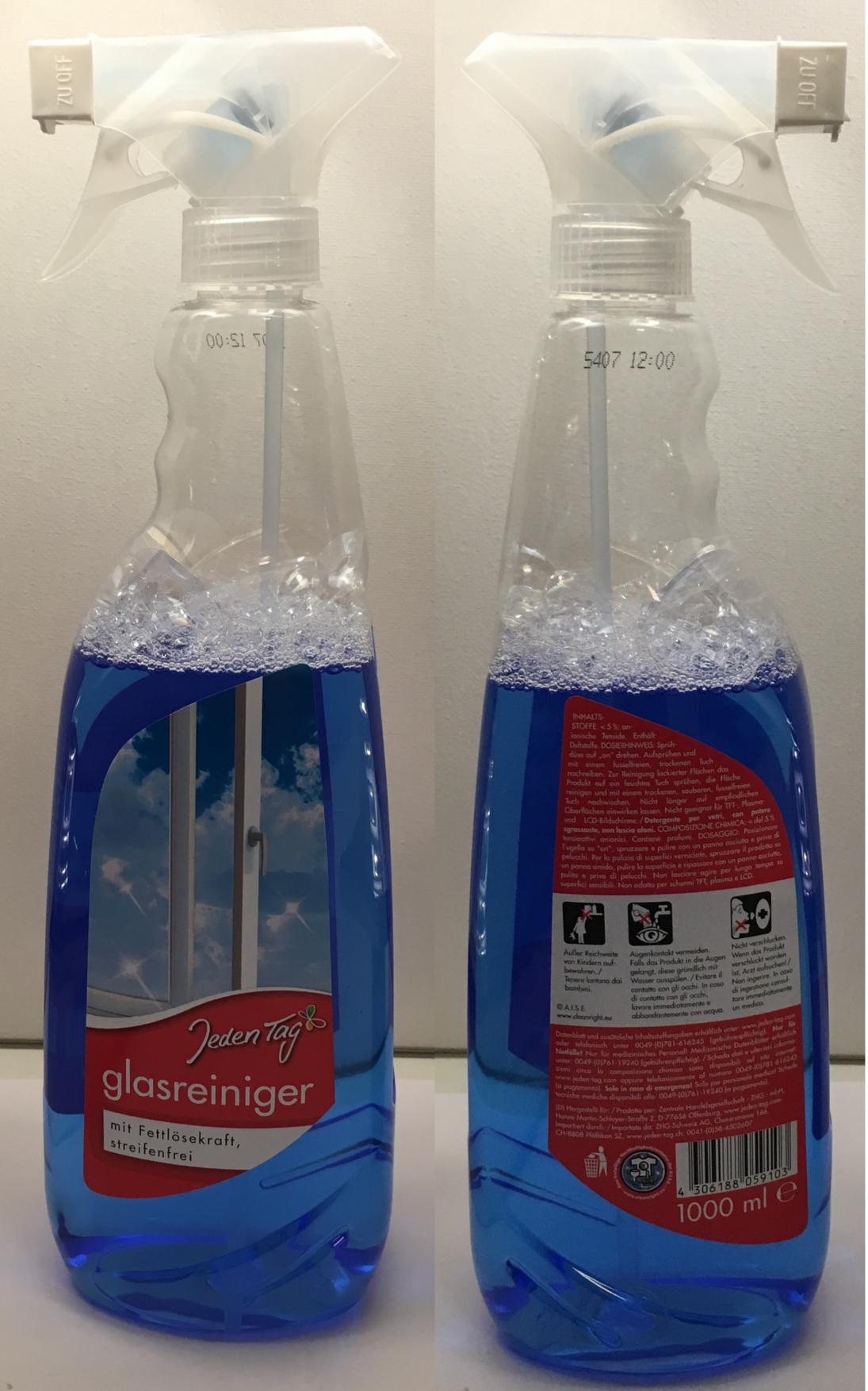
Glasreiniger

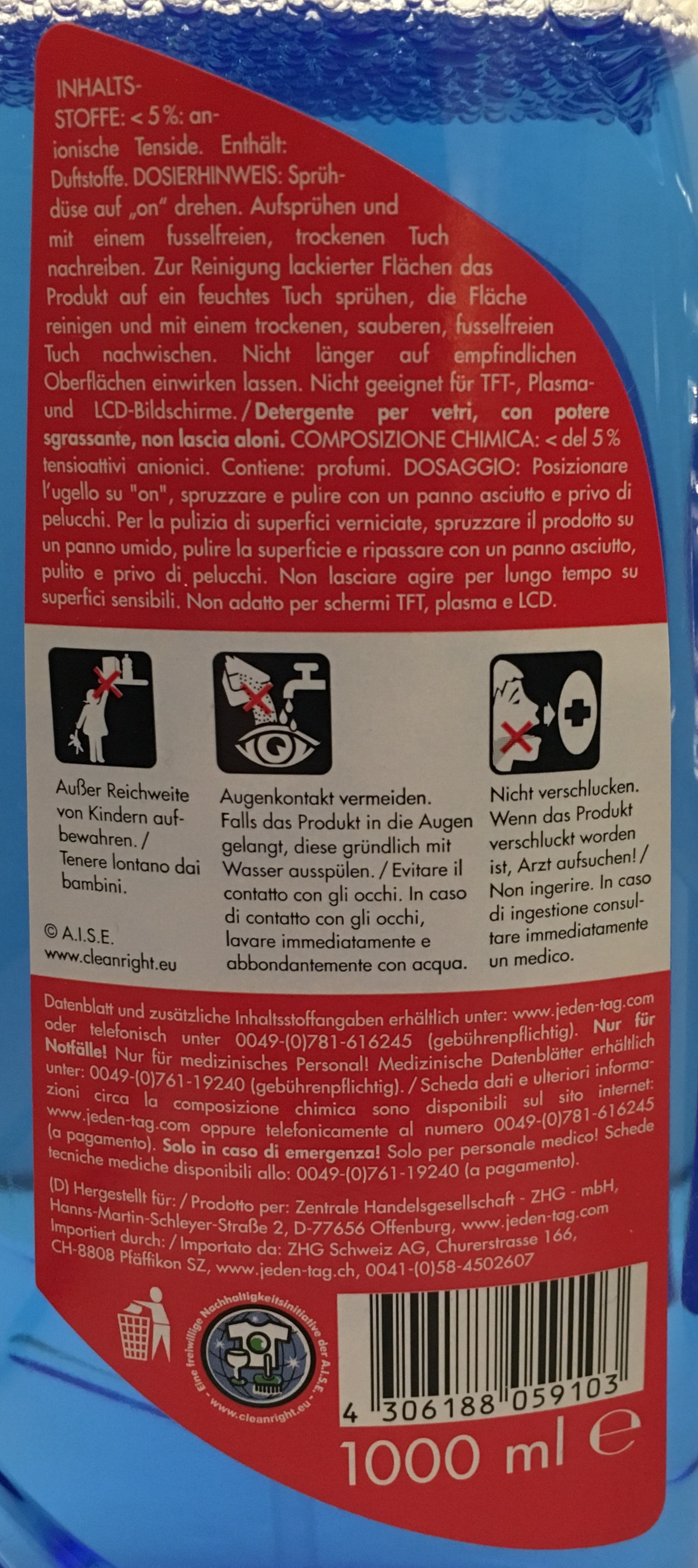
Glasreinigeretikett

Fensterreinigungsmittel bzw. Glasreiniger dürfen nach der Anwendung kaum sichtbare Rückstände hinterlassen. Daher ist der Gehalt an Tensiden (Alkylsulfaten, Alkylethersulfaten) sehr gering.
Fensterreiniger liegen in wässrigen Lösungen versetzt mit etwas Ethanol (bzw. Isopropanol oder Glycolether) vor. Der organische Alkohol soll die fett-, ölhaltigen Verunreinigungen auf der Scheibenoberfläche lösen. Mitunter werden noch kleine Mengen an Duft- oder Farbstoffen dem Fensterreinigungsmittel zugefügt.

## Hausmittel
Um der Schlierenbildung entgegenzuwirken, die Allzweckreiniger oder Seifenlösung auf der Scheibe verursachen, kann dem Gemisch ein Spritzer Essig oder Zitronensaft zugegeben werden.
Sofern keine fettigen Rückstände zu entfernen sind, kann auf Seife, Tenside und Alkohol ganz verzichtet werden. Ökotest empfiehlt den Saft von zwei Zitronen mit 1/4 Liter (weißem) Essig und der gleichen Menge Wasser zu vermischen. Um das Verstopfen der Düse einer Sprühflasche zu verhindern, sollte der Zitronensaft durch ein Sieb gefiltert werden.

## Autoscheiben-Reinigungsmittel
Reinigungsmittelzusätze für das Scheibenwaschwasser unterscheiden sich von herkömmlichen Fensterreinigungsmitteln, weil häufig schwer entfernbare Rückstände (Insektenchitin, Dieselöl, Asphaltspuren) von der Scheibe entfernt werden müssen. Der Gehalt an organischen Lösungsmitteln (Ethanol, Isopropanol, Ethylenglycol) und Tensiden ist deutlich höher. Ethylenglycol oder höhersiedene Alkohole hinterlassen auf der Scheibe einen dünnen Film, der verhindert, dass die Scheibe beschlägt oder im Winter vereist.
Für den Wintergebrauch sollte ein Scheibenwaschmittel mit höherem Alkoholgehalt verwendet werden.

## Inhaltsstoffe
Zusatzstoffe in geringeren Mengen werden auf der Verpackung häufig nicht genannt.
Ökotest bemängelte die Verwendung des möglicherweise fortpflanzungsschädigenden Duftstoffs Lilial (2-(4-tert-Butylbenzyl)propionaldehyd) des Lösemittels Ethanolamin (Aminoethanol) sowie von Kunststoffverbindungen, die als Acrylic Copolymer, Polyamine modified, Amphoteric Polyamine, CP Acrylat/Methacrylamidopropyl- CL NA  und Polyethylenimin modifiziert bezeichnet werden.
Die Hersteller geben an, dass die Zugabe von synthetischen Polymeren das Glas vor schneller Wieder-Verschmutzung schützt und teilweise das Abperlen von Wasser erleichtert.
Aufgrund des geringeren Anteils an Tensiden, zugunsten eines höheren Alkoholgehalts, sind gängige Fensterreinigungsmittel gegenüber anderen Reinigungsmitteln unter ökologischen Gesichtspunkten vorzuziehen. Alkohole sind, im Gegensatz zu vielen Tensiden, sehr gut ökologisch abbaubar.